# Монте-Плата (провинция)
Мо́нте-Пла́та (исп. Monte Plata) — провинция в Доминиканской Республике с одноимённым центром. Отделилась от провинции Сан-Кристобаль в 1992 году.

## Муниципалитеты и муниципальные районы
Провинция разделена на пять муниципалитетов (municipio), а в пределах муниципалитетов — муниципальные районы (distrito municipal):
- Баягуана
- Монте-Плата
  - Боя́
  - Чирино
  - Дон-Хуан
- Перальвильо
- Сабана-Гранде-де-Боя
  - Гонсало
  - Махагуаль
- Ямаса
  - Лос-Ботадос

Население по муниципалитетам на 2012 год (сортируемая таблица):
| № | Название              | Общее население | Городское население | Сельское население |
| - | --------------------- | --------------- | ------------------- | ------------------ |
| 1 | Перальвильо           | 20 048          | 7558                | 12 490             |
| 2 | Сабана-Гранде-де-Боя  | 30 085          | 20 430              | 9655               |
| 3 | Ямаса                 | 57 982          | 30 544              | 27 438             |
| 4 | Баягуана              | 34 786          | 19 001              | 15 785             |
| 5 | Монте-Плата           | 57 553          | 26 898              | 30 655             |
|   | Провинция Монте-Плата | 200 454         | 104 431             | 96 023             |